# Kanak Çayı
La rivière de Kanak (Kanak Çayı, Konakçay ou Konakdere) et un cours d'eau de Turquie coupé par les barrages de Yahyasaray et de Gelingüllü dans la province de Yozgat. C'est un affluent de la Delice Irmağı qui se jette dans le fleuve Kızılırmak sur sa rive droite.